# 9A310
9А310 – samobieżna wyrzutnia rakiet wchodząca w skład systemu przeciwlotniczego 9K37 Buk, przeznaczona do zwalczania manewrujących celów aerodynamicznych na małych i średnich wysokościach, w warunkach przeciwdziałania radiowego. Opracowanie całego systemu było wynikiem zmian zachodzących na polu walki w latach 70. XX w., które wykazały, że dotychczas stosowane wyrzutnie rakiet nie mające na wyposażeniu własnego radaru stawały się nieprzydatne po zniszczeniu radaru baterii, z którego otrzymywały dane do prowadzenia ognia.

## Historia
Pojazd powstał jako modyfikacja samobieżnej wyrzutni 9A38, mającego zastosowanie w systemie przeciwlotniczym 2K12 Kub. W porównaniu z pierwowzorem planowano pełną integrację pojazdu z systemem informacyjnym obejmującym radar 9S18, stanowisko dowodzenia 9S470 i pojazd załadowczo-startowy 9A39. Na samobieżnym podwoziu gąsienicowym GM-569 zainstalowano obrotową wyrzutnię z czterema prowadnicami rakiet i zestawem sprzętu elektronicznego. Przed wyrzutnią znajdował się radar 9S35 śledzenia celu, który służył także do naprowadzania rakiet. Pojazd miał przenosić cztery rakiety co stanowiło znaczący wzrost w porównaniu z 9A38, który był uzbrojony w trzy pociski. Dodatkową zaletą nowego pojazdu była możliwość wykorzystywania, za pomocą wymiennych prowadnic, rakiet 9M38 dedykowanych systemowi Buk jak i starszych 3M9M3 z systemu przeciwlotniczego 2K12M3 Kub. 
Prace nad wyrzutnią postępowały niezależnie od innych elementów systemu Buk i uznano, że jego wczesną wersję, przenosząca trzy pociski rakietowe 9M38 z głowicą samonaprowadzającą 9E50 lub 3M9M3 z zestawu Kub, można zintegrować z całością systemu 2K12 Kub. W latach 1975-1976 na poligonie Jemby przeprowadzono testy hybrydowego rozwiązania obejmującego elementy systemu Kub oraz wyrzutnię rakiet 9A310. Badania wykazały, że konstruktorom udało się opracować nowoczesną wyrzutnię zdolną zwalczać cele powietrzne na dystansie do 30 km i na wysokości do 20 km. Podczas testów stwierdzono, że radar 9S35 samobieżnej wyrzutni 9A38 jest w stanie samodzielnie wykrywać cele powietrzne poruszające się na wysokości 3000 metrów w odległości do 65-70 km. Gdy cel znajdował się na wysokości nie większej niż 100 m, maksymalny zasięg wykrywania wynosił 35-40 km. Zastosowane rozwiązania skutkowały wysokimi kosztami – cena jednego pojazdu 9A310 wynosiła 33% wartości innych pojazdów wchodzących w skład systemu Buk. Testowaną hybrydę przyjęto na uzbrojenie Armii Radzieckiej jako 2K12 Kub M4 (9K37 Buk-1).
W ramach drugiego etapu wdrożenia systemu Buk na poligonie Jemby testowano już całość systemu. Podczas testów, rozpoczętych w listopadzie 1977 a zakończonych w marcu 1979, potwierdzono skuteczność przyjętych rozwiązań. Wyrzutnia 9A310, wyposażona w cztery prowadnice rakiet, radar 9S35, opto-elektroniczny celownik 9Sz383 z telewizyjnym kanałem celowania, blok automatycznej nawigacji i topodowiązania TNA-4 oraz system rozpoznania swój-obcy, miała zdolność samodzielnego śledzenia celów na dystansie 45 km oraz naprowadzania na cel dwóch rakiet. Wyrzutnia 9A310 samodzielnie mogła śledzić śmigłowce w zawisie na dystansie 10 km, cele powietrzne znajdujące się na wysokości 30 m i w odległości 15 km, cele powietrzne na wysokości 100 m i w odległości 35 km oraz cele powietrzne na wysokości powyżej 3000 m i na dystansie 85 km. W przypadku uszkodzenia/braku danych z radaru 9S35 celowanie odbywało się z wykorzystaniem telewizyjnego kanału celowania z kamerą światła szczątkowego. Od momentu wykrycia celu do odpalenia rakiety mijało od 24 do 27 sekund. Dodatkową zaletą, w porównaniu z poprzednikiem, był krótki czas przeładowania wyrzutni z wykorzystaniem pojazdu 9A39, który wynosił 12 minut. Radar 9S35 pracuje w paśmie centymetrowym przy użyciu jednej anteny odbiorczej i dwóch nadajników. Kierunkowość anteny śledzenia celu wynosi 1,3° w azymucie i 2,5° w elewacji, stacja radarowa jest w stanie określić prędkość celu z dokładnością -20...+10 m/s. Radar jest chroniony przed zakłóceniami aktywnymi, pasywnymi i kombinowanymi. 

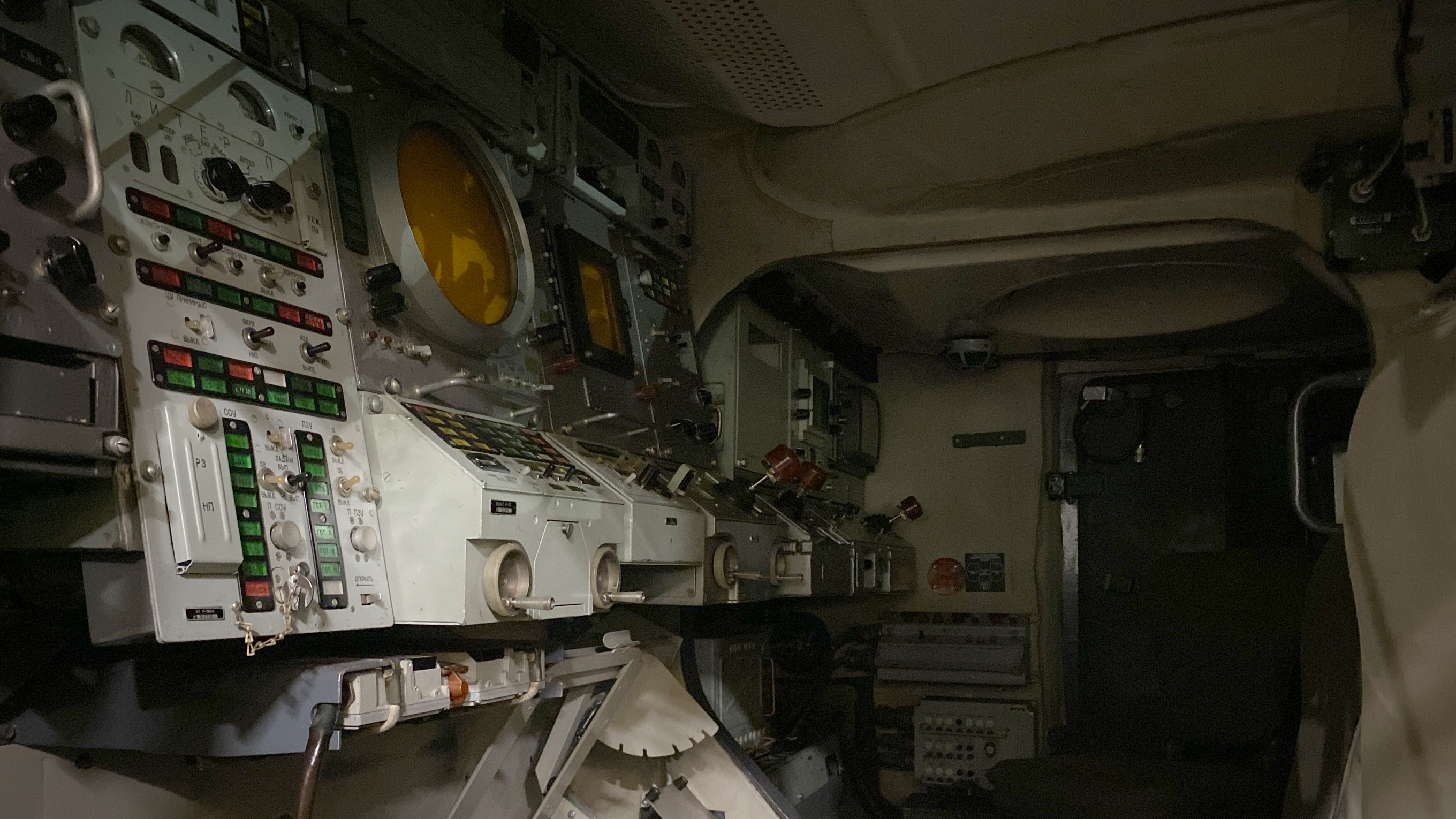
Wnętrze pojazdu 9A310M1

30 listopada 1979 roku Rada Ministrów ZSRR przyjęła uchwałę o modyfikacji systemu Buk. Zmodyfikowane komponenty systemu były gotowe do testów na początku 1982 r. 9A310M1 otrzymał poprawiony radar, co umożliwiło zwiększenie zasięgu wykrywania celu o 25-30%. System mógł wykorzystywać zarówno pocisk rakietowy 9M38M1, jak i nowo opracowany pocisk 9M317. Modernizacja obejmowała również podwyższenie odporności systemu na zakłócenia elektroniczne oraz działanie rakiet przeciwradiolokacyjnych. W czasie testów wyrzutnia udowodniła zdolność identyfikacji trzech typów celów powietrznych – samolotów, śmigłowców oraz rakiet balistycznych. Nowa rakieta 9M38M1 z głowicą samonaprowadzającą 9E50M dawała możliwość rażenia obiektów znajdujących się w odległości od 3,32 do 35 km i na wysokości od 15 do 22 000 m. Prawdopodobieństwo zniszczenia samolotu myśliwskiego oceniano na 80-95%, śmigłowca na 60-70% a rakiety na 40-60%. Czas potrzebny na odpalenie rakiety wynosił 22 sekundy. Do zniszczenia celu można było użyć czterech rakiet startujących z różnych wyrzutni 9A310. Zmodernizowany system został przyjęty na uzbrojenie w 1983 r. jako 9K37M1 Buk M1 i był najliczniej produkowaną wersją.

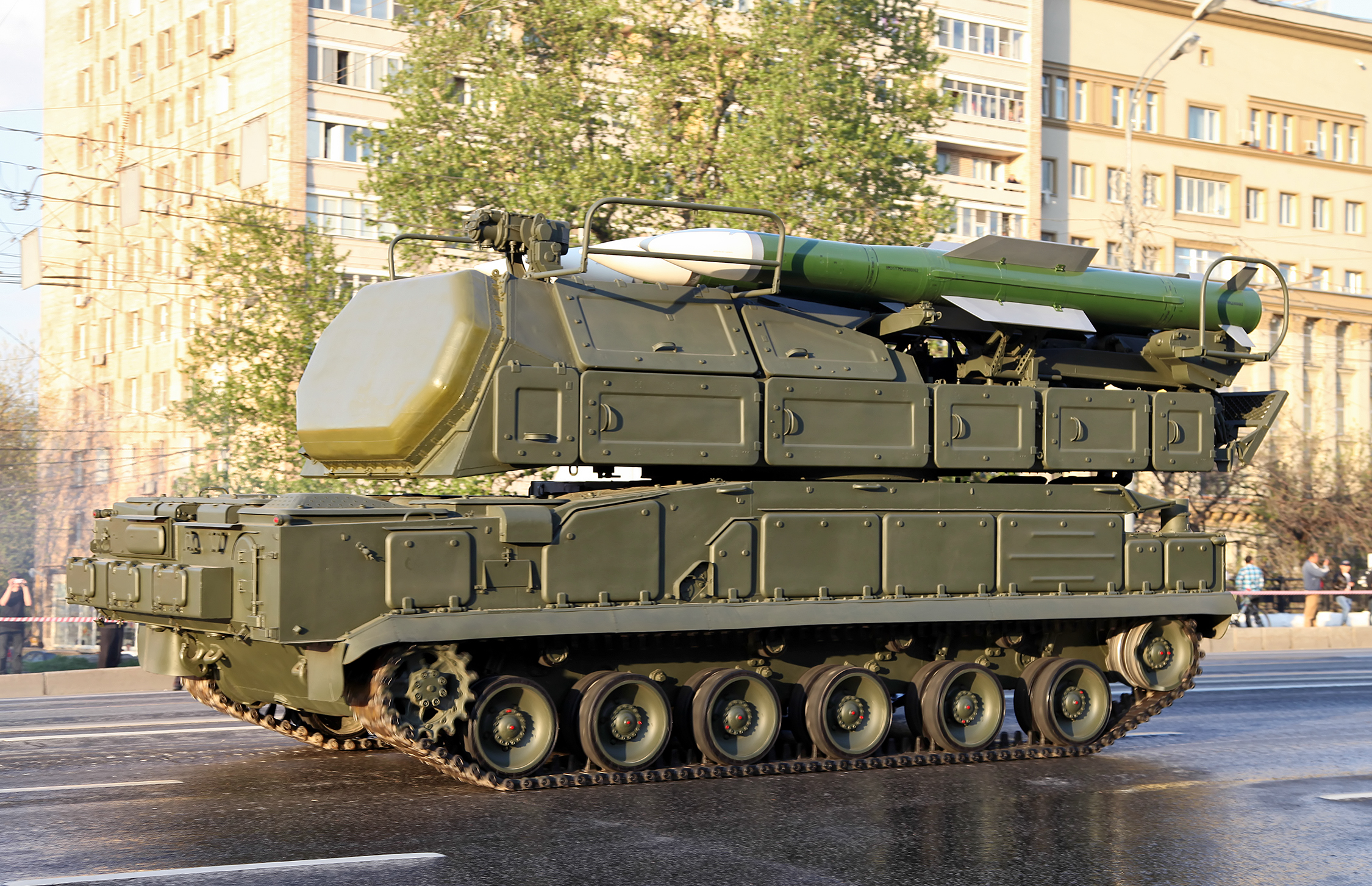
Wyrzutnia 9A317 z radarem fazowym

W Rosji system Buk poddano modyfikacji w 1992 r. W jej trakcie opracowano wersję wyrzutni na podwoziu kołowym oznaczoną 9A318 ale brak jest informacji o rozwoju i wdrożeniu tej wersji. Dopiero w 2008 r. powstała zmodernizowana wyrzutnia 9A317, która otrzymała płaską obudowę anteny fazowe radaru 9S36. Nowa stacja radarowa umożliwiała wyrzutni samodzielne śledzenie celów znajdujących się na wysokości 15 m z odległości 20 km. Obiekty o skutecznej powierzchni odbicia powyżej 2 m2 były dla niej widoczne z odległości 120 km na pułapie powyżej 3000 m. Wyposażenie wyrzutni uzupełniono pasywny optoelektroniczny system obserwacji z termowizyjnym kanałem celowania i dalmierzem laserowym. Czas odpalenia rakiet skrócono do 10 sekund, kolejna mogła być odpalona po 4 sekundach. W przypadku uszkodzenia radaru wyrzutni, mogła ona pozyskiwać dane samobieżnych stacji 9S36. System został przyjęty na uzbrojenie pod oznaczeniem 9K317 Buk M2.

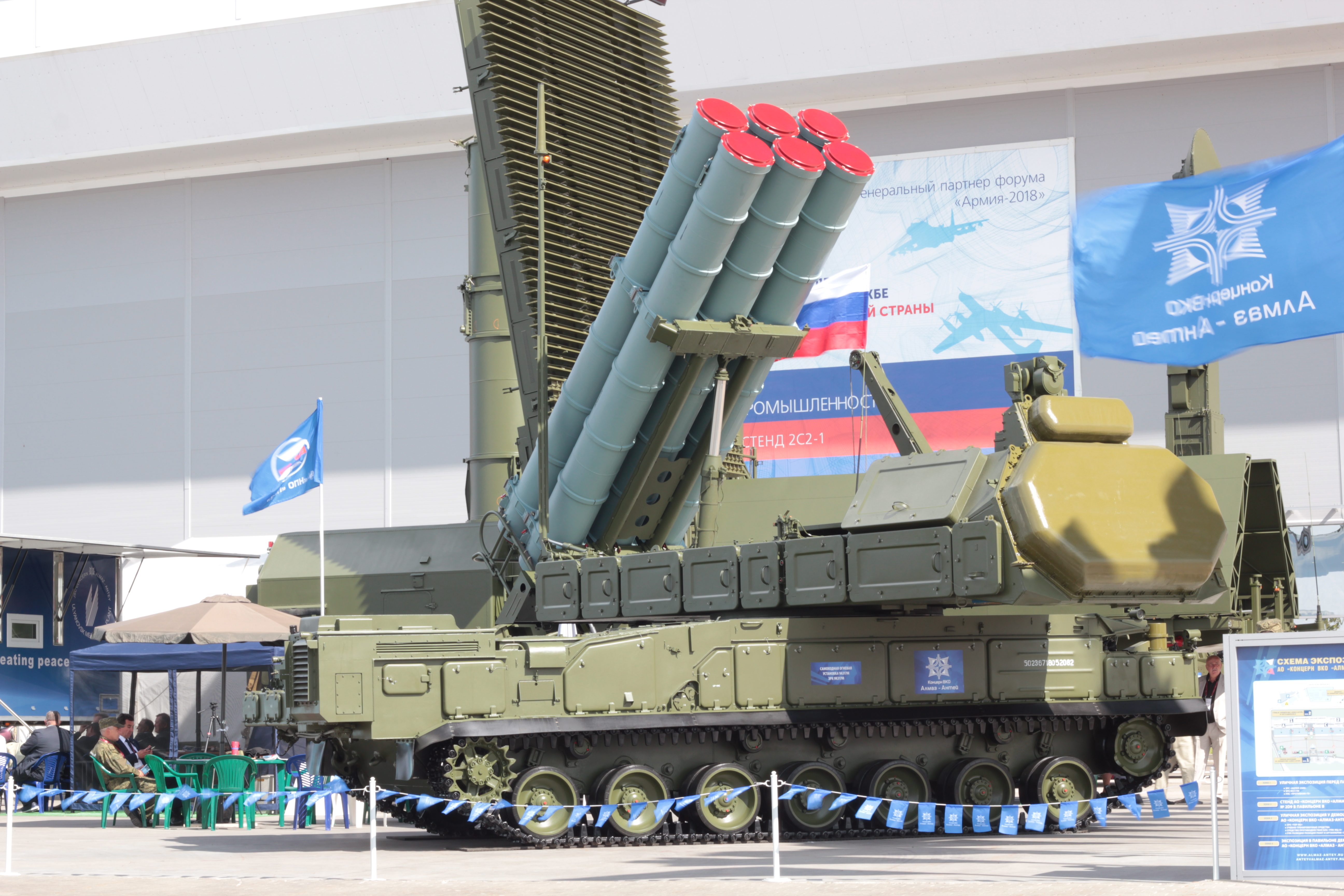
Wyrzutnia 9A317 systemu 9K317M Buk M3

Obserwacje wynikłe z konfliktu w Jugosławii i w Zatoce Perskiej zaowocowały kolejnymi modyfikacjami wyrzutni rakiet. Wyrzutnia 9A317M została dostosowana do samodzielnego wykrywania, śledzenia i identyfikacji celów, przygotowania danych do strzelania, niszczenia celów oraz oceny rezultatów podjętych działań. Cele o powierzchni skutecznego odbicia mniejszej niż 2 m2 i na pułapie 3000 m są wykrywane z odległości 120 km. Obiekty o powierzchni 0,1 m2 i na pułapie powyżej 3000 m są wykrywane z odległości 50 km. Te same obiekty, ale znajdujące się na pułapie 15 m wykrywa z odległości 20 km, a na pułapie 10 m z odległości 17 km. Wyrzutnia 9A317M przenosi 6 rakiet w kontenerach transportowo-startowych. Kontenery są hermetyczne co skraca czynności obsługowe i wydłuża resurs. Dane przekazywane z radaru 9S510M pozwalają wyrzutni śledzić 10 celów oraz zwalczać 6 z nich. System został przyjęty na uzbrojenie w 2016 r. pod oznaczeniem 9K317M Buk M3.

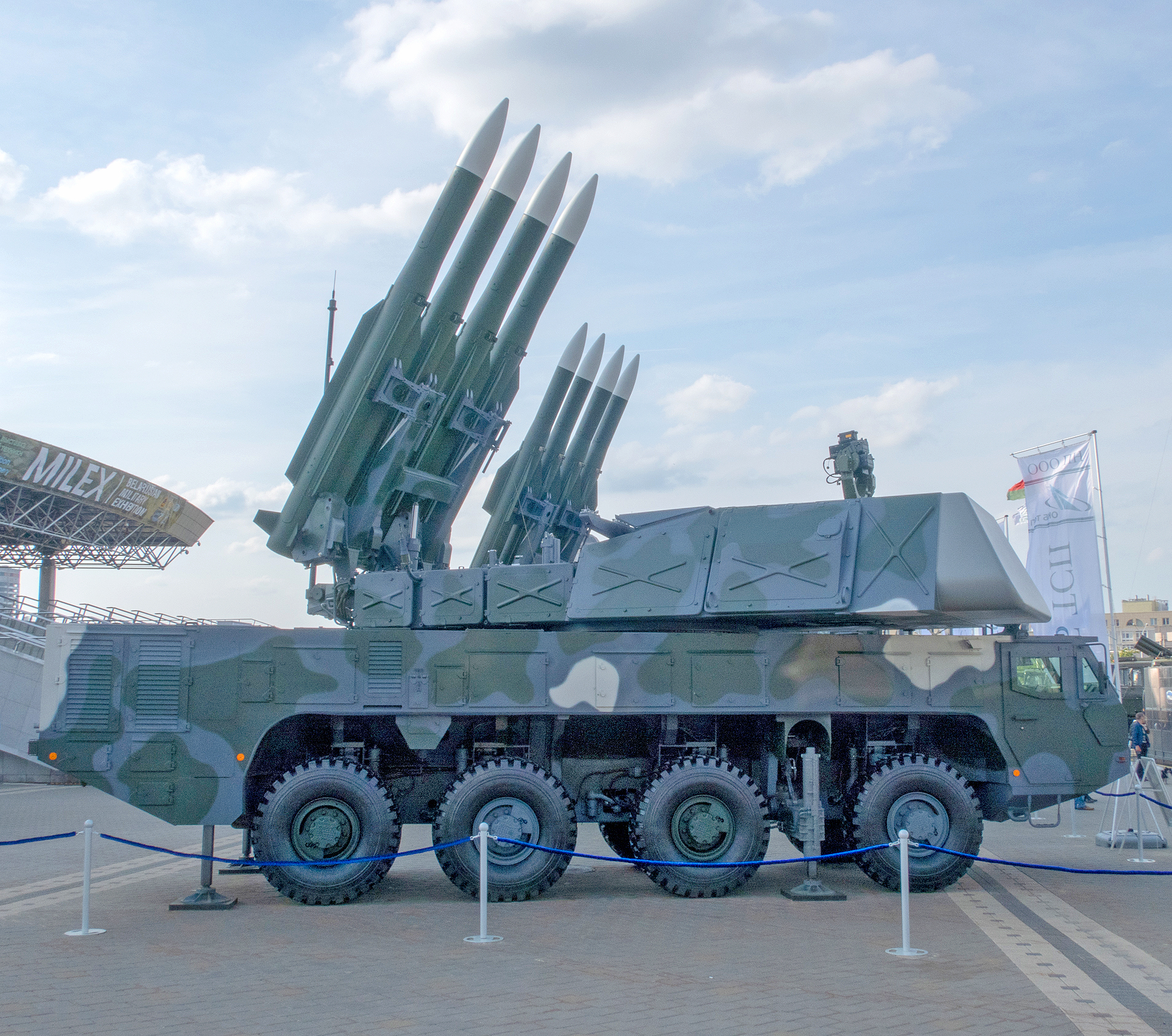
Wyrzutnia 9A318 prezentowana na pokazach Milex-2019 w Mińsku